# 55 Рака f
55 Ра́ка f або Ґарріот — водний гігант, розташований завдальшки 40,9 світлового року від Землі в планетній системі сонцеподібної зірки 55 Рака А, що є компонентом подвійної зорі 55 Рака (або HD 75732). Відкрита 2007 року гуртом учених з Університету штату в Сан-Франциско. Ця планета стала п'ятою з виявлених у системі 55 Рака. Має масу приблизно в 45 мас Землі і за параметрами, як вважається, є близькою до Сатурна, велика піввісь орбіти = 110 млн км (0,73 а. о.). На планеті має бути дещо тепліше, ніж на Землі, але ненабагато, позаяк зоря холодніша й тьмяніша за Сонце. Припустимий тип планет — водний або сірковий гігант. Передбачається, що на планеті може бути вода в рідкому стані. Згідно з розрахунками астрофізиків, близько 74 % часу планета відбуває в зоні, придатній для життя.